# Большие Шали
Большие Шали (мар. Кугу Шале) — деревня в Моркинском районе Республики Марий Эл Российской Федерации. Административный центр Шалинского сельского поселения.

## География
Деревня находится в юго-восточной части республики, в зоне хвойно-широколиственных лесов, при автодороге 88К-012, на расстоянии примерно 8 километров (по прямой) на запад от посёлка городского типа Морки, административного центра района.

### Климат
Климат характеризуется как умеренно континентальный, с умеренно холодной снежной зимой и относительно тёплым летом. Среднегодовая температура воздуха — 2,3 °С. Средняя температура воздуха самого тёплого месяца (июля) — 18,2 °C (абсолютный максимум — 38 °C); самого холодного (января) — −13,7 °C (абсолютный минимум — −47 °C). Безморозный период длится с середины мая до середины сентября. Среднегодовое количество атмосферных осадков составляет 491 мм, из которых около 352 мм выпадает в период с апреля по октябрь.

## История
Известна с 1763 года. В 1795 году здесь насчитывалось 53 двора, 869 человек. В 1895 году в деревне проживал 241 человек, большинство мари. В 1859 году здесь было 8 дворов, 67 человек, в 1895 году проживали 98 человек, в 1924—390. В 1959 году здесь проживал 421 человек. В 2004 году в деревне находилось 1723 хозяйства.

## Население
Население составляло 551 человек (мари 98 %) в 2002 году, 546 в 2010.

## Инфраструктура
В советское время работали колхозы «Кугу Шале», им. Молотова и «Родина».

## Транспорт
Деревня доступна автотранспортом.